# Золотой Рыцарский крест Военных заслуг
Золотой рыцарский крест Военных заслуг — высшая степень ордена Креста Военных заслуг.
Золотым рыцарским крестом Военных заслуг с мечами должны были награждаться участники боевых действий, проявившие мужество перед лицом врага. Золотым рыцарским крестом Военных заслуг без мечей награждались военнослужащие и гражданские лица, непосредственно не участвовавшие в боях, но проявившие служебное рвение и мужество, повлиявшие на ход военных действий.

## История
7 июля 1944 года имперский министр вооружения Альберт Шпеер обратил внимание Гитлера на потребность в более высокой степени Рыцарского креста Военных заслуг, после чего — 13 октября 1944 года — был учрежден Золотой Рыцарский крест Военных заслуг. Эта степень уже котировалась выше Рыцарского креста Железного креста, но ниже этого же креста с дубовыми листьями. Крест изготавливался из серебра с последующим золочением, с мечами и без, но до конца войны было произведено лишь 21 награждение. Два последних награждения произошли на последнем дне рождения Гитлера 20 апреля 1945 года.
В числе награждённых Золотым Рыцарским крестом Военных заслуг были как минимум два офицера — Герних Мюллер и Эрнст Кальтенбруннер

## Критерии награждения
Золотой рыцарский крест Военных заслуг с мечами предназначался для военнослужащих, чьи подвиги были совершены ими не непосредственно под вражеским огнём (то есть не перед лицом врага) либо недостаточны для получения Рыцарского креста с дубовыми листьями, а в варианте без мечей — за действия вне поле боя (в тылу) и для гражданских лиц (полицейские, служащие, чиновники, рабочие, предприниматели).
Для награждения требовалось наличие низших степеней награды (Крестов военных заслуг 1-й и 2-й степеней и Рыцарского креста Военных заслуг).

## Описание награды
В середине металлического мальтийского креста расположен обрамлённый венком из дубовых листьев круг, в котором с лицевой стороны изображена свастика, с оборотной — цифры «1939».
Размер креста — 54x54.
Лента ордена чёрная с красно-белой каймой, ширина — 45 мм.

### Правила ношения
При наличии Рыцарского креста с дубовыми листьями Золотой рыцарский крест Военных заслуг не носился.

## Современное положение знака
В соответствии с § 6 закона Германии о порядке награждения орденами и о порядке ношения от 26 июля 1957 г. (нем. Gesetz uber Titel, Orden und Ehrenzeichen) ношение знака разрешено, но только в «денацифицированном» варианте (у которого изображение свастики заменено датой «1939»).